# Stade İnönü de Cebeci
Le stade Cebeci İnönü se situe à Ankara dans le quartier de Cebeci. La capacité sans sièges totale du stade est de 37 000.
Le club résident est l'Ankara Demirspor disputant ses matchs en quatrième division turque.

## Histoire
Avec le soutien financier de la Fédération de Turquie de football le stade Cebeci İnönü a été rénové selon les critères de la ligue 1 Bank Asya.
Les travaux de rénovation ont été faits environ en trois mois ; voici la liste des rénovations:
- Une tribune a été créée pour les handicapés.
- Deux chambres de santé ont été construites pour les spectateurs et renouvellement des équipements intérieurs.
- Les places pour la presse ont été rénovées selon les normes de l'UEFA.
- Les plates-formes de retransmission en direct ont été créées.
- Les murs et les fronts des tribunes mis en service ont été rénovés.
- Un système de caméra de sécurité a été établi, la salle de contrôle a été rénovée.
- Le panneau des scores du stade a été remplacé par un panneau de scores électronique.
- Les anciens sièges en bois en fer ont été enlevés et ont été remplacés par 6 500 sièges en plastique.
- Six unités de tourniqué et la billetterie ont été ajoutés.
- Le système de son a été révisé.
- Le plancher des vestiaires a été rénové.
- Les cages du terrain et les bancs ont été remplacés.

## Évènements
Les play-offs de la saison 2005-2006 du Championnat de Turquie de football D2 ont été joués dans ce stade. Eskişehirspor avait remporté le match contre Pendikspor 3 à 0.

## Sources
- Stat Arama Detay